# Mesophryxus ventralis
Mesophryxus ventralis är en kräftdjursart som beskrevs av Bruce1973. Mesophryxus ventralis ingår i släktet Mesophryxus och familjen Bopyridae. Inga underarter finns listade i Catalogue of Life.